# Giuseppe Soria
Giuseppe Soria, né le 11 mars 1978 à Vasto, est un footballeur italien international de beach soccer.

## Biographie

### Football
Lors de la saison 2005-2006, Giuseppe Soria inscrit 22 buts avec Val di Sangro en Excellence.
En 2009 avec le FC Pro Vasto, Soria est champion de Serie D après avoir joué pour Notaresco, Atessa et Castel di Sangro,.
En 2013, Soria est nommé capitaine du FC Pro Vasto.

### Beach soccer
Lors de la saison 2003-2004 à Vasto Marina avec la Lemme Beach Soccer, Giuseppe Soria commence le beach soccer en compagnie de Nicola Bellandrini et Massimo Vecchiotti. Il réalise alors que ses caractéristiques sont parfaitement adaptées à ce sport. Tant et si bien que l'appel de l'équipe nationale n'est pas longue à venir. En 2005, l'entraîneur Massimo Agostini l'appelle pour les qualifications du Championnat d'Europe à Portimao au Portugal.
Durant ses années de professionnalisme, Soria est obligé de manquer beaucoup de match mais il est présent lors de la défaite en finale de la Coupe du monde 2008 contre le Brésil qui se déroule à Ravenne en Italie,.
En 2011, Giuseppe Soria termine co-meilleur buteur du Championnat d'Italie. L'année suivante, il en fait de même lors de la Coupe d'Europe.
Lors des éliminatoires pour la Coupe du monde 2013, le nouvel entraîneur Massimiliano Esposito le nomme capitaine alors que plusieurs joueurs sont plus capés que lui. La même année il s'engage avec Sambenedettese Beach Soccer et participe à l'Euro Winners Cup après avoir remporté la Coupe d'Italie,.

## Palmarès

### Football
- Champion de Serie D en 2009 avec le FC Pro Vasto

### Beach soccer
- Meilleur buteur du Championnat d'Italie en 2011.

| Compétitions mondiales                                              | Compétitions continentales |
| ------------------------------------------------------------------- | --- |
| - Coupe du monde - Finaliste en 2008 - BSWW Mundialito - 3e en 2013 | - Euro Beach Soccer League (1) - Vainqueur en 2005 - Finaliste en 2010 - 3e en 2009 et 2012 - Euro Beach Soccer Cup - 3e en 2006 et 2010 |